# 马修·朗
马修·朗（英語：Matthew Long，1975年6月27日—），澳大利亚男子赛艇运动员。他曾代表澳大利亚参加2000年夏季奥林匹克运动会赛艇比赛，搭档詹姆斯·汤姆金斯获得男子双人单桨无舵手铜牌。